# Josiah Tattnall III
Josiah Tattnall III (Savannah, 9 novembre 1795 – Savannah, 14 giugno 1871) è stato un militare statunitense.

## Biografia

### Origini
Josiah Tattnall discendeva da un'illustre famiglia di proprietari terrieri della Georgia: suo nonno, Josiah Tattnal Sr., era il proprietario dell'importante piantagione di Bonaventure, poco fuori Savannah, ma era stato costretto a fuggire nel Regno Unito allo scoppio della rivoluzione americana in quanto lealista e sostenitore del governatore britannico James Wright; suo padre, Josiah Tattnall II, si era invece schierato coi ribelli ed era divenuto uno dei principali uomini politici della Georgia, servendone come governatore tra il 1801 e il 1802.
Nel 1803 il padre morì a causa di una grave malattia, lasciando i figli orfani e costringendoli a raggiungere il nonno esule in Inghilterra. Josiah Tattnall III crebbe quindi nel Regno Unito, salvo poi rientrare negli Stati Uniti nel 1811 ed arruolarsi nella marina statunitense, poco prima che cominciassero le ostilità anti-britanniche nella guerra del 1812.

### Carriera militare

#### Stati Uniti
Durante la guerra del 1812 fu impiegato nel servizio attivo, combattendo alla battaglia di Bladensburg nel 1814. Il suo servizio successivo fu molto variegato: partecipò alla spedizione americana in Algeria, venne ferito durante la guerra messico-statunitense e fu per un periodo di servizio nella regione dei Grandi Laghi.
(Josiah Tattnall alla battaglia dei Forti di Taku.)
Ormai prossimo alla promozione ad ammiraglio, nel 1858 fu trasferito di stanza presso lo squadrone americano ad Hong Kong, ma l'anno successivo, violando la dichiarazione statunitense di neutralità, fornì assistenza alle forze inglesi impegnate nella seconda guerra dell'oppio durante la battaglia dei forti di Taku, di fatto compromettendo la sua carriera all'interno della marina statunitense. Interrogato sull'intromissione statunitense nella battaglia, rispose col famoso proverbio, alludendo all'aiuto inglese prestato poco prima alla sua nave USS Toeywan in difficoltà e, forse, alle sue stesse origini, contribuendo a rendere popolare il detto negli Stati Uniti e in Occidente. Di ritorno dall'Oriente, si occupò di scortare fino in America la prima ambasciata del Giappone negli Stati Uniti nel 1860.
Nel 1846 vendette parte della piantagione di Bonaventure alla città di Savannah per l'erezione di un cimitero, che col tempo si sarebbe allargato fino ad inglobare il resto della piantagione per divenire il camposanto principale della città.

#### Stati Confederati
Nonostante fosse contrario alla secessione del Profondo Sud, Tattnall scelse di seguire il proprio Stato della Georgia e si dimise dalla marina statunitense nel 1861 per unirsi a quella confederata. Ammessovi col grado di capitano, gli venne assegnato il comando del settore della Georgia e della Carolina del Sud, non riuscendo tuttavia a respingere le frequenti incursioni nordiste per mancanza di mezzi.
Dopo la battaglia di Hampton Roads fu nominato commodoro e gli fu affidato il comando della rinomata nave CSS Virginia; tuttavia, quando gli unionisti attaccarono il porto di Norfolk, dov'era ancorata, Tattnall ne ordinò la distruzione temendo che venisse catturata dai nemici. Per questa sua azione dovette subire una corte marziale, che tuttavia non lo condannò ad alcuna pena.
Dopo lo smacco della Virginia Tattnall venne relegato alla difesa della Georgia, dove condusse l'ultima difesa di Savannah durante l'invasione nordista. Cercando poi di ritirarsi ad Augusta, venne catturato nel 1865.

### Ultimi anni
Rilasciato dopo la fine delle ostilità, nel 1866 andò in esilio in Canada, stabilendosi in Nuova Scozia ma sperperando tutti i suoi risparmi. Sentendo prossima la morte, nel 1870 rientrò negli Stati Uniti per accettare l'incarico di ispettore portuale di Savannah, morendo pochi mesi più tardi e venendo sepolto nel cimitero ricavato dalla sua stessa piantagione.
Gli sono state dedicate due navi dalla marina degli Stati Uniti, entrambe chiamate USS Tattnall.